# گراتزیلا گراناتا
گراتزیلا گراناتا (ایتالیایی: Graziella Granata؛ زادهٔ ۱۶ مارس ۱۹۴۱) یک هنرپیشه اهل ایتالیا است.
از فیلم‌ها یا برنامه‌های تلویزیونی که وی در آن نقش داشته است می‌توان به من، من، من… و دیگران، مجالس عشق و فراتر از قانون اشاره کرد.